# Кордеро, Роке
Роке Кордеро (исп. Roque Cordero; 16 августа 1917 — 27 декабря 2008) — панамский композитор.

## Биография
Учился в Панаме у Герберта де Кастро и Педро Ребольедо, затем в 1943 года уехал в США, где учился в Университете Миннесоты у Майрона Шефера, в Университете Хэмлина у Эрнста Кшенека, а затем у Леона Барзина и Димитриса Митропулоса, с которым сблизился настолько, что назвал в его честь своего сына. Вернувшись на рубеже 1940-1950-х годов в Панаму, Кордеро преподавал в Панамской консерватории, в 1964—1966 годах возглавлял Национальный симфонический оркестр Панамы. C 1964 года Кордеро жил и работал в США: сперва он занимал кафедру композиции в Индианском университете (одновременно будучи заместителем директора Центра латиноамериканской музыки), а с 1972 года и до выхода на пенсию — в Иллинойсском университете.
Основные сочинения Кордеро: четыре симфонии, «Деревенская рапсодия» (исп. Rapsodia Campesina; 1953), скрипичный и два фортепианных концерта, четыре струнных квартета. Ему принадлежит также курс сольфеджио, используемый в ряде латиноамериканских стран.
Последние 8 лет жизни после ухода на пенсию Роке провёл с семьёй в Дейтоне (шт. Огайо, США), где и умер 27 декабря 2008 года в возрасте 91 года.